# Diptychus sewerzowi
Diptychus sewerzowi är en fiskart som beskrevs av Kessler 1872. Diptychus sewerzowi ingår i släktet Diptychus och familjen karpfiskar. Inga underarter finns listade i Catalogue of Life.